# Hyperlais glyceralis
Hyperlais glyceralis is een vlinder uit de familie grasmotten (Crambidae). De wetenschappelijke naam is voor het eerst gepubliceerd in 1859 door Otto Staudinger.
De soort komt voor in Portugal en Spanje.